# Stylodothis puccinioides
Stylodothis puccinioides är en svampart som först beskrevs av Augustin Pyrame de Candolle, och fick sitt nu gällande namn av Arx & E. Müll. 1975. Stylodothis puccinioides ingår i släktet Stylodothis och familjen Dothideaceae.   Inga underarter finns listade i Catalogue of Life.
I den svenska databasen Dyntaxa används istället namnet Dothidea puccinioides för samma taxon.  Arten är reproducerande i Sverige.